# Orientační bod

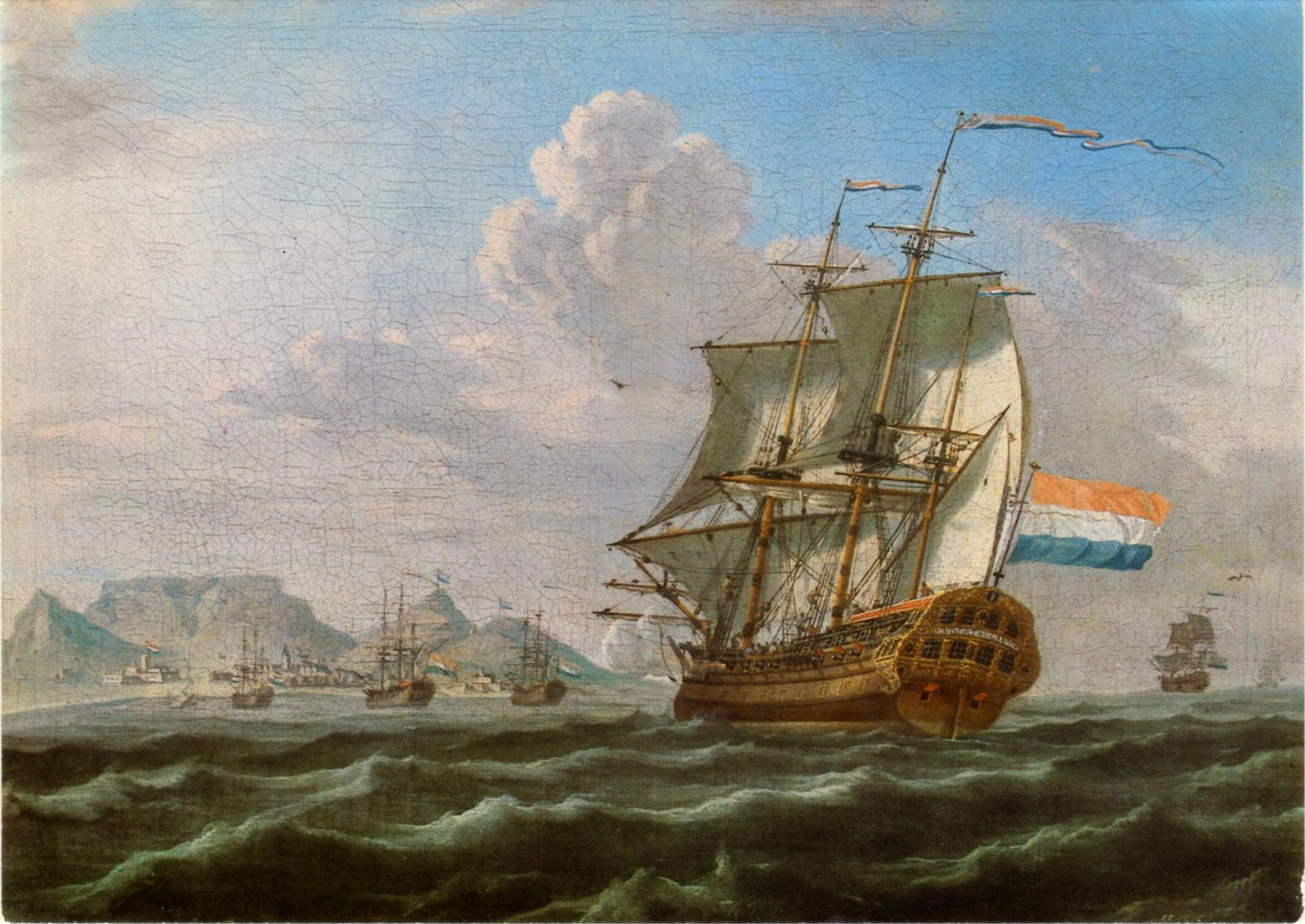
Malba od neznámého autora z roku 1762, Stolová hora v pozadí sloužící jako orientační bod posádce lodi pro přeplutí Mysu Dobré naděje v Jižní Africe

Orientační bod (landmark) slouží k navigaci, je buď přírodní, a nebo uměle vytvořený člověkem. Je charakteristický tím, že vyčnívá ze svého okolí a často je vidět na velké vzdálenosti.
V dnešní době se tento pojem může také používat i na menší stavby a funkce, které se staly místním či národním symbolem.

## Druhy orientačních bodů
Orientační body jsou většinou rozdělovány na přírodní a na člověkem vytvořené, oba dva jsou užívány ke snadnější navigaci a k určování směru. Variantou je tzv. plavební znak nebo denní znak, stavby obvykle postaveny na pomoc námořníkům při plavbě blízko nevýrazného pobřeží.

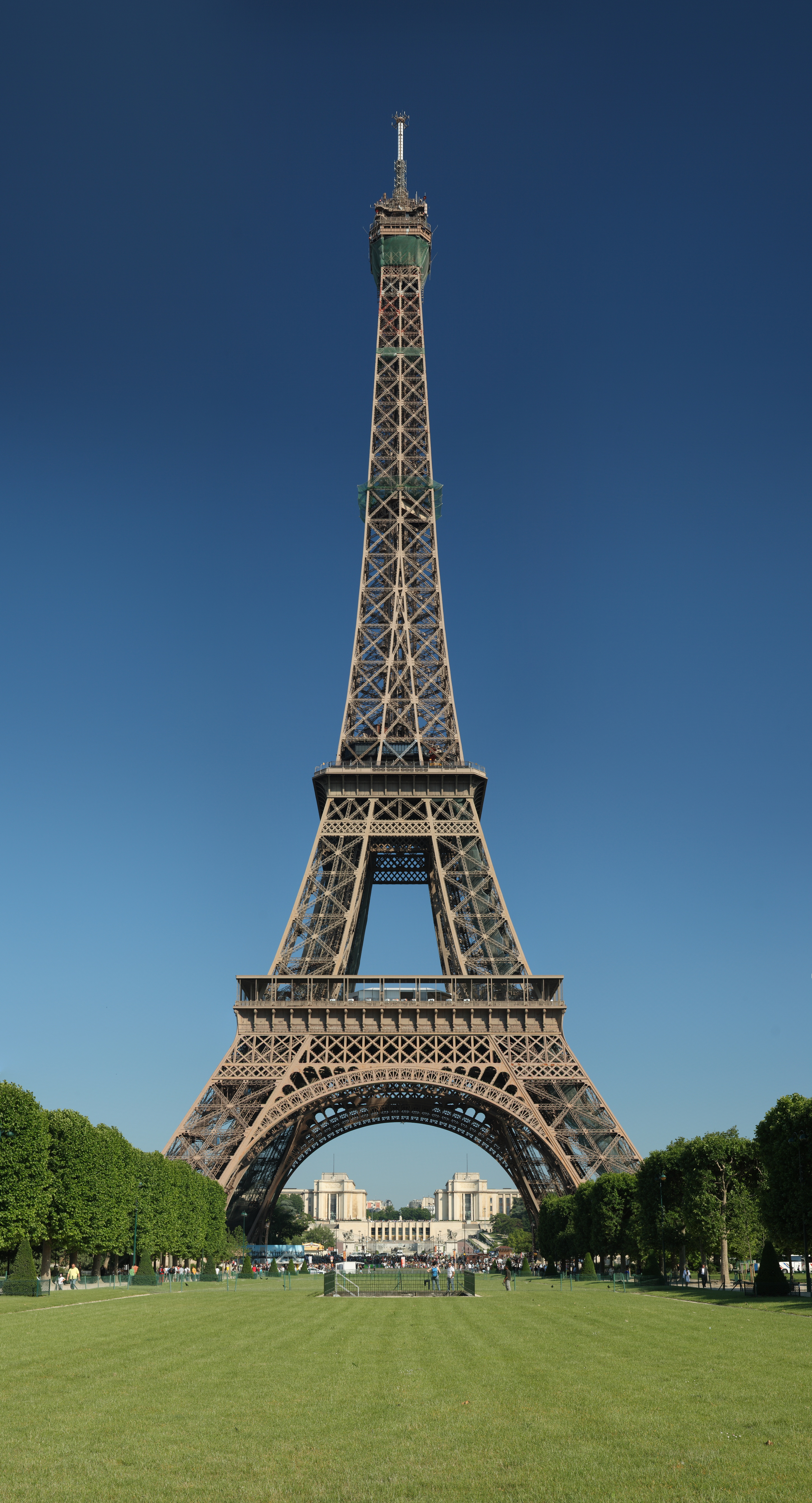
Eiffelova věž v Paříži

Přírodní orientační body mohou být např. hory či náhorní plošiny. Příklady přírodních orientačních bodů jsou Stolová hora v Jižní Africe, Ararat v Arménii, Uluru v Austrálii, Fudži v Japonsku a Grand Canyon v USA. Stromy také mohou být orientačními body, třeba takové jubilejní duby či jehličnany. Některé orientační stromy mají dokonce přezdívky, jako třeba Dub královny Elizabeth.

V moderním smyslu jsou orientačními body obvykle památky nebo významné budovy, které jsou symboly určité oblasti, města nebo národa. Příkladem je Socha Svobody v New Yorku, Eiffelova věž v Paříži, Big Ben v Londýně, Socha Krista Spasitele v Rio De Janeiru, Harbour Bridge v Sydney nebo Braniborská brána v Berlíně. Kostelní věže a minarety jsou často velice vysoké a viditelné z dalekého okolí, takže také slouží jako orientační body. Stejnou funkci mají i věže radnic a zvonice.